# سوپر ۸
سوپر ۸ (انگلیسی: Super 8) شرکت مهمان‌نوازی آمریکایی است، که در سال ۱۹۷۴ تأسیس شد.